# Нефёдова, Нина Андреевна
Нина Андреевна Нефёдова (1932—2017) — советский хозяйственный, государственный и политический деятель, Герой Социалистического Труда.

## Биография
Родилась в 1932 году в селе Черьяково. Член КПСС.
С 1948 года — на хозяйственной, общественной и политической работе. В 1948—1992 гг. — ткачиха Зарайской хлопчатобумажной прядильно-ткацкой фабрики «Красный Восток» Министерства текстильной промышленности РСФСР, многостаночница.
Указом Президиума Верховного Совета СССР от 12 мая 1977 года присвоено звание Героя Социалистического Труда с вручением ордена Ленина и золотой медали «Серп и Молот».
Избиралась депутатом Верховного Совета РСФСР 7-го созыва. Почётный гражданин города Зарайска.
Умерла в Зарайске в 2017 году.